# Юкатанска мазама
Юкатанска мазама (Mazama pandora) е вид бозайник от семейство Еленови (Cervidae). Видът е световно застрашен, със статут Уязвим.

## Разпространение и местообитание
Разпространен е в Белиз, Гватемала и Мексико.